# その他の人に会ってみた
『その他の人に会ってみた』（そのたのひとにあってみた）は、TBSテレビで2019年4月23日から2020年3月24日まで、毎週火曜23:56 - 翌0:55（JST、火曜『テッペン!』枠）に放送されていたバラエティ番組である。

## 概要
世の中にあふれる様々なアンケート調査や統計で「その他」の項目に含まれるような、その世界での所謂「王道の選択」をしなかった異色の経歴の持ち主を “その他さん” と称し、その生き方を追う人物調査バラエティ。
2018年12月27日に特番で放送され、2019年3月20日にも水トク!枠で特番第2弾が放送されており、それがレギュラー番組となった。

## 出演者

### MC
- 東野幸治
- 渡辺直美（特番第2弾のみ）

### 進行
- 江藤愛（TBSアナウンサー）

## ネット局
| 放送対象地域   | 放送局                  | 系列    | 放送日時                     | 放送開始日     | ネット状況 |
| -------------- | ----------------------- | ------- | ---------------------------- | -------------- | ---------- |
| 関東広域圏     | TBSテレビ (TBS)         | TBS系列 | 火曜 23:56 - 翌0:55          | 2019年4月23日  | 制作局     |
| 岩手県         | IBC岩手放送(IBC)        | TBS系列 | 火曜 23:56 - 翌0:55          | 2019年4月23日  | 同時ネット |
| 宮城県         | 東北放送(tbc)           | TBS系列 | 火曜 23:56 - 翌0:55          | 2019年4月23日  | 同時ネット |
| 山形県         | テレビユー山形(TUY)     | TBS系列 | 火曜 23:56 - 翌0:55          | 2019年4月23日  | 同時ネット |
| 福島県         | テレビユー福島(TUF)     | TBS系列 | 火曜 23:56 - 翌0:55          | 2019年4月23日  | 同時ネット |
| 静岡県         | 静岡放送(SBS)           | TBS系列 | 火曜 23:56 - 翌0:55          | 2019年4月23日  | 同時ネット |
| 中京広域圏     | CBCテレビ (CBC)         | TBS系列 | 火曜 23:56 - 翌0:55          | 2019年4月23日  | 同時ネット |
| 鳥取県・島根県 | 山陰放送(BSS)           | TBS系列 | 火曜 23:56 - 翌0:55          | 2019年4月23日  | 同時ネット |
| 岡山県・香川県 | RSK山陽放送(RSK)        | TBS系列 | 火曜 23:56 - 翌0:55          | 2019年4月23日  | 同時ネット |
| 広島県         | 中国放送 (RCC)          | TBS系列 | 火曜 23:56 - 翌0:55          | 2019年4月23日  | 同時ネット |
| 福岡県         | RKB毎日放送 (RKB)       | TBS系列 | 火曜 23:56 - 翌0:55          | 2019年4月23日  | 同時ネット |
| 熊本県         | 熊本放送 (RKK)          | TBS系列 | 火曜 23:56 - 翌0:55          | 2019年4月23日  | 同時ネット |
| 北海道         | 北海道放送 (HBC)        | TBS系列 | 火曜 23:56 - 翌0:55          | 2019年10月15日 | 同時ネット |
| 青森県         | 青森テレビ (ATV)        | TBS系列 | 木曜 23:59 - 翌0:59          | 2019年10月10日 | 遅れネット |
| 新潟県         | 新潟放送 (BSN)          | TBS系列 | 月曜 23:56 - 翌0:55          | 2019年5月27日  | 遅れネット |
| 富山県         | チューリップテレビ(TUT) | TBS系列 | 木曜 0:11 - 1:10（水曜深夜） | 2019年9月18日  | 遅れネット |
| 近畿広域圏     | 毎日放送 (MBS)          | TBS系列 | 水曜 0:59 - 1:59（火曜深夜） | 2019年7月3日   | 遅れネット |
| 山口県         | テレビ山口 (tys)        | TBS系列 | 木曜 23:56 - 翌0:55          | 2019年10月24日 | 遅れネット |
| 長崎県         | 長崎放送 (NBC)          | TBS系列 | 月曜 23:56 - 翌0:55          | 2019年5月6日   | 遅れネット |
| 大分県         | 大分放送 (OBS)          | TBS系列 | 月曜 23:56 - 翌0:55          | 2019年10月7日  | 遅れネット |
| 宮崎県         | 宮崎放送 (mrt)          | TBS系列 | 木曜 15:55 - 16:50           | 2019年10月24日 | 遅れネット |
| 鹿児島県       | 南日本放送 (MBC)        | TBS系列 | 水曜 0:05 - 1:05（火曜深夜） | 2019年5月7日   | 遅れネット |
| 沖縄県         | 琉球放送 (RBC)          | TBS系列 | 木曜 23:59 - 0:59            | 2019年8月8日   | 遅れネット |

## スタッフ
- ナレーター：服部潤
- SW：遠山眞史（以前はCAM）【不定期】
- CAM：伊藤孝浩、渡辺滋雄、池田純哉、濱川和人、千葉譲司、横田将宏、西阪康史【週替り】
- MIX：中村宏美、今野健、望月裕梨香（以前はAUD）【週替り】
- AUD：杉浦百香、寺田恭子、増子大宙、山田美羽、宮川康一、磯貝雄大、増田彩香【週替り】
- LD：藤沼宏彰、足立幸洋【週替り】
- VE：中原健裕【毎週】、吉村裕翔【週替り】
- VTR：小野塚龍矢
- TK：立石聖美
- 営業：中澤壮
- 音効：中村鉄太郎、竹中幸治
- CG：近藤恵嗣（ぴーたん）
- 美術プロデューサー：宇野宏美
- 美術デザイナー：西出衣織
- 美術制作：落合竜司
- 大道具装置：正代俊明
- 大道具操作：塚上博
- 電飾：森田光俊、石井誠吾
- 衣裳：坂口みのり
- メイク：井上好美
- 編集：門馬卓哉、奥山雄高
- MA：高橋友樹
- 技術協力：RAFT、東京オフラインセンター、ジーリンクスタジオ
- リサーチ：今野ひとみ、トロリー、持田恭平、パレット
- 編成：上田淳也
- 宣伝：伊藤隆大、多賀名千尋
- アシスタントディレクター：古澤晃一、福田亜衣、森田幸治、金城桃子（ディレクターの回あり）、伊藤泰助、樽井たまえ、大谷将也、佐藤慶治、手塚貴志、久田剛暉【週替り】
- アシスタントプロデューサー：古田早絵、清水美加、岡田実樹
- ディレクター：黒澤寛、金子優介、森俊平、中山健志、三谷三四郎、峯田希生（以前はアシスタントディレクター）、阿部裕一郎、林浩平、岩田浩介、高木裕太、鈴木章浩、入倉悠、瀬津巧、水谷和一、平賀知博、野田雄大、永井雄一、奥村奈美【週替り】
- 総合演出：青木章浩
- プロデューサー：名田雅哉、宇和川隆
- 制作協力：office DA-NA
- 製作：クリーク・アンド・リバー社、TBS

過去のスタッフ
- CAM：森亮介、米持裕太、横尾暁洋
- MIX：大島康彦、佐藤可奈
- AUD：野々垣香織、山田値久、鳥井英見、小野日向子、神山善一
- LD：熊谷宗洋、中嶋善晴
- LO：杉崎友城
- VE：大沢浩一、平野浩司、佐藤光
- TK：五味真琴
- 大道具操作：佐藤翔太、冨千優
- 技術協力：エクサ・インターナショナル
- リサーチ：志田路悟
- アシスタントディレクター：齋藤遥、栗原直希、岡本療、小笠原望、北島由衣、桐田光、渡邉亮
- アシスタントプロデューサー：石平萌、風見裕子
- ディレクター：木村亮、早坂友久、吉澤直樹、久野公嗣、井上融、佐藤真吾、佐々木文恵、高田直、飯田亮太、南部剣志、内間一貴、林昇平、鈴木寛人、高崎寛明
- チーフディレクター：井上洋平、川口智久（ディレクターの回あり）
- プロデューサー：矢嶋麻実、小笠原耕介、江口慧
- 制作協力：BAN BAN BAN